# Жасмин
Жасми́н (лат. Jasmínum, от перс. یاسمین‎ — ясемин) — род вечнозелёных кустарников из семейства Маслиновые (Oleaceae).
Не следует путать его с кустарником чубушник (Philadelphus), который в России часто неправильно называют «жасмином», а также с родственником цитрусовых — муррайей метельчатой (Murraya paniculata), в разговорном названии и в иностранной литературе в отношении которого иногда употребляется название «оранжевый жасмин».
Представители рода встречаются в тёплом поясе обоих полушарий, включая субтропики.

## Ботаническое описание
Вьющиеся или прямостоячие кустарники с простыми, тройчатыми или непарноперистыми листьями без прилистников и крупными правильными цветками.
Венчик цветков белый, жёлтый или красноватый раздельный, большей частью с узкой длинной трубкой, внутри которой сидят две тычинки с короткими нитями; завязь верхняя, обращающаяся при созревании в ягоду.

## Хозяйственное значение и применение
Жасмин культивируют как декоративное растение ради красивых цветов в садах и как домашнее растение.
В Южной и Юго-Восточной Азии цветы жасмина широко используют как украшение.
Жасмин — главный цветок на свадебных церемониях индонезийцев.
Цветки жасмина[какого?] используют также в качестве ароматической добавки к зелёному чаю.
Из цветков жасмина душистого (Jasminum odoratissimum), жасмина крупноцветного (Jasminum grandiflorum) и жасмина индийского (Jasminum sambac) добывают душистое эфирное (точнее, абсолю) жасминовое масло, которое используется в производстве духов и ладана.
Жасмин индийский, или самбак (Jasminum sambac) — национальный цветок Индонезии, где он называется «Мелати», и Филиппин, где он называется «Сампагита».
Жасмин белый (Jasminum officinale) — национальный цветок Пакистана, где он известен как «Чамбели».
Jasminum fluminense — широко распространённый сорняк на Гавайях, где он называется неточным названием «бразильский жасмин».

## Виды
По информации базы данных The Plant List, род включает 198 видов. Некоторые из них:
- Jasminum fruticans L. — Жасмин кустарниковый
- Jasminum humile L. — Жасмин итальянский жёлтый
- Jasminum nudiflorum Lindl. — Жасмин голоцветковый, или Жасмин голоцветный
- Jasminum officinale L. — Жасмин белый, или Жасмин лекарственный
- Jasminum polyanthum Franch. — Жасмин многоцветковый
- Jasminum sambac (L.) Aiton — Жасмин самбак, или Жасмин арабский, или Жасмин индийский

## Прочие сведения
Летом 2011 года китайское правительство, напуганное волнениями в странах арабского мира, решило запретить продавать жасмин и подвергает название этого цветка цензуре в интернете (китайский интернет стали наполнять анонимные призывы к протестам против насилия со стороны властей и за свободу слова — бунтовщики призывали китайцев молча выходить на улицы каждое воскресенье с цветами жасмина в руке).